# Antonin (meteoryt)
Meteoryt Antonin – meteoryt kamienny typu chondryt zwyczajny, spadły 15 lipca 2021 nieopodal Antonina i znaleziony 3 sierpnia tegoż roku.
Wczesnym rankiem 15 lipca 2021, o godzinie 3 czasu uniwersalnego, kamery European Fireball Network w trzech miejscowościach w Czechach sfilmowały przelot bolidu. Ustalona trajektoria lotu wskazywała na spadek w rejonie miasta Mikstat w Wielkopolsce. Na podstawie tych danych, grupy poszukiwaczy podjęły badania terenowe i 3 sierpnia 2021 pojedynczy okaz meteorytu znalazł Kryspin Kmieciak na polu na wschód od Antonina, kilkaset metrów na północ od Helenowa. Okaz ten waży 350 g. Badania petrograficzne ustaliły, że składa się on głównie z oliwinów (43%) i ortopiroksenów (32,5%), ponadto z troilitu (5,9%), diopsydu (5,5%), kamacytu oraz taenitu (oba po 1,4%). Na tej podstawie zaliczono meteoryt Antonin do grupy L5 (chondryty oliwinowo-hiperstenowe ).

## Zobacz również
- Portal Wiki.Meteoritica.pl - Antonin